# Hermann Friedrich von Schrenck
Hermann Friedrich von Schrenck (* 20. Juni 1847 in Dorpat, Gouvernement Livland, Russisches Kaiserreich; † 7. Januar 1897 in Bonn, Rheinprovinz) war ein deutsch-baltischer Landschafts- und Marinemaler sowie Radierer.

## Leben

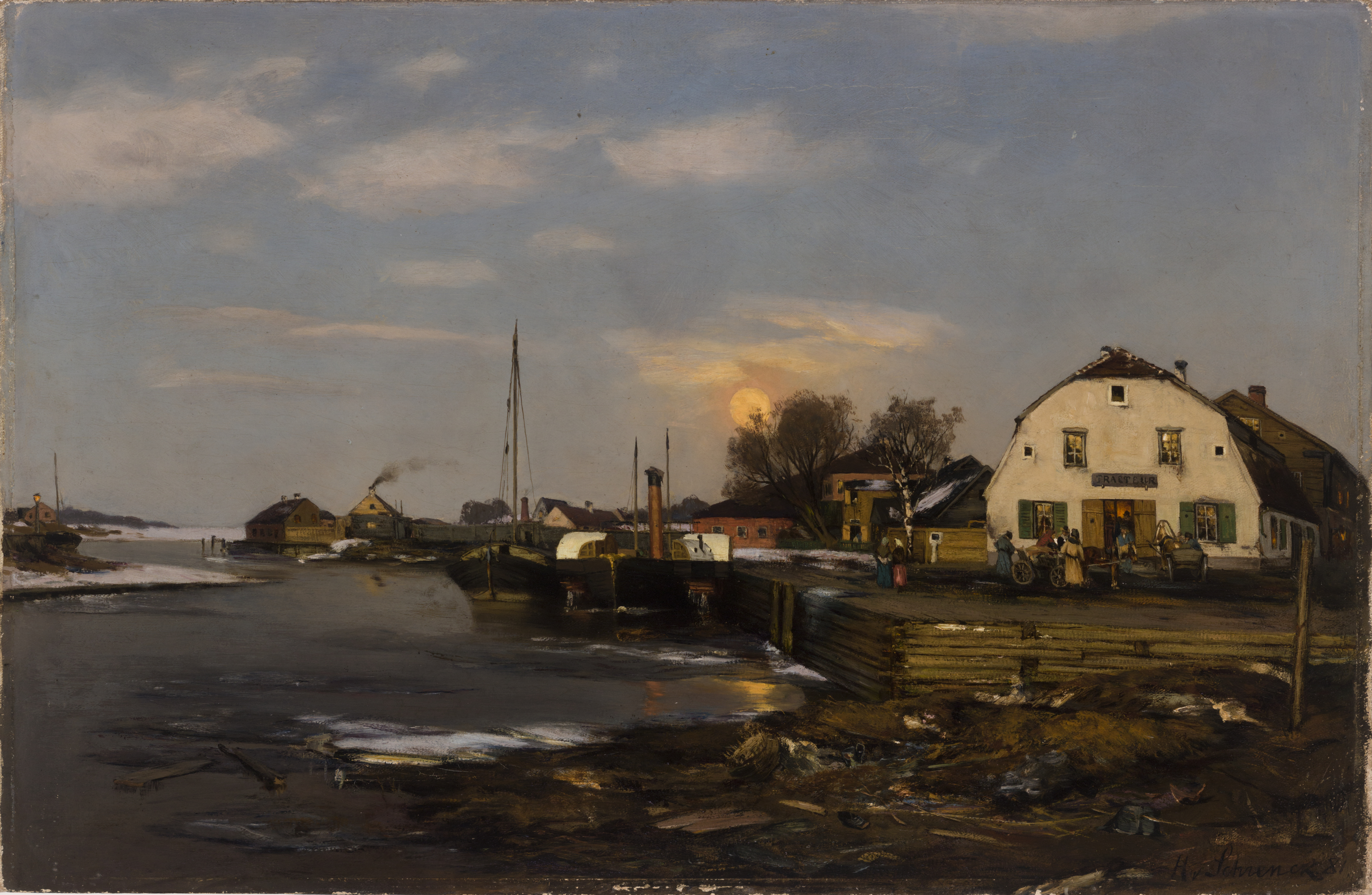
Emajõgi (Embach), 1881

### Herkunft und Familie
Von Schrenck war Sohn des Naturforschers Alexander von Schrenck und dessen Ehefrau Julie Helene Barbara, geborene von Sivers (1819–1869), Neffe des Naturforschers Leopold von Schrenck, Großneffe des Porträtmalers Peter Felix von Sivers.

### Werdegang
Er studierte nach dem Gymnasium, das er in den Jahren 1857 bis 1866 besucht hatte, zunächst bis 1868 Chemie und Wirtschaft an der Kaiserlichen Universität Dorpat. Später wechselte er zum Malereistudium an die Großherzoglich-Sächsische Kunstschule Weimar, wo er Schüler von Stanislaus von Kalckreuth war. Dann kehrte er nach Dorpat zurück und arbeitete in den Jahren 1876/1877 als Zeichenlehrer an der Privaten Knabenanstalt Dorpat. Am 23. Oktober 1876 heiratete er Adele Henriette (1845–1927), die Tochter seines Schulleiters Julius von Schröder (1803–1888). Erneut verließ er seine Vaterstadt, um in Düsseldorf, Berlin und Bonn zu leben. In Düsseldorf war er in den Jahren 1882/1883 ein Mitglied des Künstlervereins Malkasten. Von Schrenk spezialisierte sich auf See- und Strandstücke.